# Памфил (живописец)

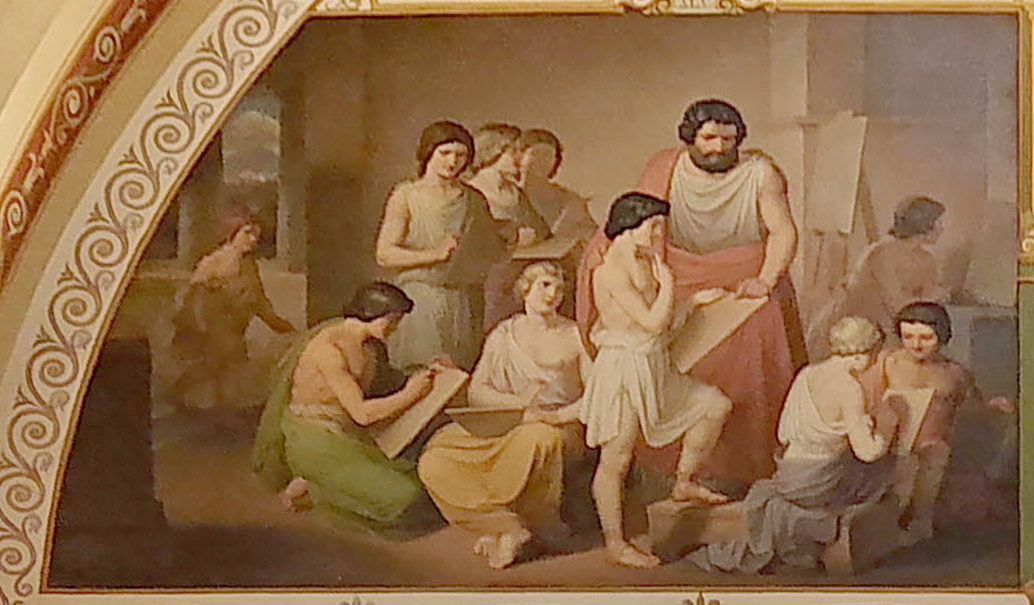
Памфил добивается всеобщего обучения детей рисованию.

Памфи́л (др.-греч. Πάμφιλος; лат. Pamphilus; первая пол. IV век до н. э.) — древнегреческий художник-живописец.
Памфил был родом из Амфиполиса. Вместе со своим учителем, Евпомпом, был основателем сикионской живописной школы, оказавшей сильное влияние на дальнейшее развитие древнегреческого искусства. По преданию, художественные теории Памфила были основаны на научных началах.
Учениками этого мастера называют Мелантия (англ. Melanthius), Павзия и знаменитого Апеллеса.
Из произведений Памфила упоминаются «Победы афинян», «Сражение при Флиунте» и «Прибытие гераклидов в Афины».